# Belonogaster acaulis
Belonogaster acaulis är en getingart som beskrevs av Richards 1982. Belonogaster acaulis ingår i släktet Belonogaster och familjen getingar. Inga underarter finns listade.